# ويليام إتش بولي الثالث
ويليام إتش بولي الثالث (بالإنجليزية: William H. Pauley III)‏ (و. 1952 – م) هو محامي، وقاضي من الولايات المتحدة الأمريكية. ولد في غلين كوف، نيويورك. 

## التعليم
تعلم في جامعة ديوك.